# Enquin-sur-Baillons
Enquin-sur-Baillons település Franciaországban, Pas-de-Calais megyében. Lakosainak száma 243 fő (2022. január 1.). Enquin-sur-Baillons Bezinghem, Preures és Beussent községekkel határos.

## Népesség
A település népességének változása:
| Lakosok száma | 270  | 277  | 281  | 280  | 279  | 281  | 268  | 256  | 243  |
|               | 2013 | 2015 | 2016 | 2017 | 2018 | 2019 | 2020 | 2021 | 2022 |